# Episodi di Homicide (settima stagione)
La settima e ultima stagione della serie televisiva Homicide è stata trasmessa in anteprima negli Stati Uniti dalla NBC tra il 25 settembre 1998 e il 21 maggio 1999.
| nº | Titolo originale                | Titolo italiano | Prima TV USA      | Prima TV Italia |
| -- | ------------------------------- | --------------- | ----------------- | --------------- |
| 1  | La Famiglia                     |                 | 25 settembre 1998 |                 |
| 2  | Brotherly Love                  |                 | 16 ottobre 1998   |                 |
| 3  | Just an Old Fashioned Love Song |                 | 23 ottobre 1998   |                 |
| 4  | The Twenty Percent Solution     |                 | 30 ottobre 1998   |                 |
| 5  | Red, Red Wine                   |                 | 6 novembre 1998   |                 |
| 6  | Wanted Dead or Alive (Part 1)   |                 | 13 novembre 1998  |                 |
| 7  | Wanted Dead or Alive (Part 2)   |                 | 20 novembre 1998  |                 |
| 8  | Kellerman, P.I. (Part 1)        |                 | 4 dicembre 1998   |                 |
| 9  | Kellerman, P.I. (Part 2)        |                 | 11 dicembre 1998  |                 |
| 10 | Shades of Gray                  |                 | 8 gennaio 1999    |                 |
| 11 | Bones of Contention             |                 | 15 gennaio 1999   |                 |
| 12 | The Same Coin                   |                 | 29 gennaio 1999   |                 |
| 13 | Homicide.com                    |                 | 5 febbraio 1999   |                 |
| 14 | A Case of Do or Die             |                 | 12 febbraio 1999  |                 |
| 15 | Sideshow                        |                 | 19 febbraio 1999  |                 |
| 16 | Truth Will Out                  |                 | 26 marzo 1999     |                 |
| 17 | Zen and the Art of Murder       |                 | 2 aprile 1999     |                 |
| 18 | Self Defense                    |                 | 9 aprile 1999     |                 |
| 19 | Identity Crisis                 |                 | 30 aprile 1999    |                 |
| 20 | Lines of Fire                   |                 | 7 maggio 1999     |                 |
| 21 | The Why Chromosome              |                 | 14 maggio 1999    |                 |
| 22 | Forgive Us Our Trespasses       |                 | 21 maggio 1999    |                 |